# Campionato nordico di calcio 1956-1959
Il Campionato nordico di calcio 1956-1959 (Nordisk Mesterskap 1956-1959) fu la settima edizione del Campionato nordico di calcio, competizione calcistica per nazione riservata ai paesi scandinavi. La competizione si svolse in forma itinerante dal 6 ottobre 1956 al 18 ottobre 1959 e vide la partecipazione di quattro squadre: Danimarca, Finlandia, Norvegia e Svezia.

## Formula
- Qualificazioni

Nessuna fase di qualificazione. Le squadre sono qualificate direttamente alla fase finale.
- Fase finale

Girone unico - 4 squadre, giocano partite di andata e ritorno per due turni. La vincente si laurea campione dei Paesi Nordici.

## Squadre partecipanti
| Pr. | Squadra   | Data di qualificazione certa | Partecipante in quanto | Partecipazioni precedenti al torneo                                  | Ultima presenza |
| --- | --------- | ---------------------------- | ---------------------- | -------------------------------------------------------------------- | --------------- |
| 1   | Danimarca | -                            | Qualificata di diritto | 6 (1924-1928, 1929-1932, 1933-1936, 1937-1947, 1948-1951, 1952-1955) | 1952-1955       |
| 2   | Finlandia | -                            | Qualificata di diritto | 5 (1929-1932, 1933-1936, 1937-1947, 1948-1951, 1952-1955)            | 1952-1955       |
| 3   | Norvegia  | -                            | Qualificata di diritto | 6 (1924-1928, 1929-1932, 1933-1936, 1937-1947, 1948-1951, 1952-1955) | 1952-1955       |
| 4   | Svezia    | -                            | Qualificata di diritto | 6 (1924-1928, 1929-1932, 1933-1936, 1937-1947, 1948-1951, 1952-1955) | 1952-1955       |

Nella sezione "partecipazioni precedenti al torneo", le date in grassetto indicano che la nazione ha vinto quella edizione del torneo, mentre le date in corsivo indicano la nazione ospitante.

## Fase finale

### Girone unico

#### Classifica
| Pos | Squadra   | P.ti | G  | V | N | P  | GF | GS | DR  |
| --- | --------- | ---- | -- | - | - | -- | -- | -- | --- |
| 1   | Svezia    | 20   | 12 | 9 | 2 | 1  | 45 | 17 | +28 |
| 2   | Norvegia  | 14   | 12 | 6 | 2 | 4  | 27 | 26 | +1  |
| 3   | Danimarca | 13   | 12 | 5 | 3 | 4  | 30 | 23 | +7  |
| 4   | Finlandia | 1    | 12 | 0 | 1 | 11 | 8  | 44 | -36 |

#### Risultati
| Arbitro: | Helge Andersen |

|              |           |                                     |
| Lahtinen 20’ | Marcatori | 26’ Ekström 35’ Löfgren 44’ Sandell |

| Arbitro: | Ahlner |

|                           |           |                                      |
| Lundberg 61’ Pedersen 81’ | Marcatori | 3’ (aut.) Brøgger 10’, 64’ Sandengen |

| Arbitro: | Gösta Lindberg |

|            |           |             |
| Høivik 62’ | Marcatori | 8’ Forsgren |

| Arbitro: | Helgesen |

|  |           |                                              |
|  | Marcatori | 31’ Pedersen 39’ J. Hansen 44’, 87’ Andersen |

| Arbitro: | Väinö Niemi |

|                             |           |              |
| Gundersen 15’, 59’ Kure 55’ | Marcatori | 71’ Sandberg |

| Arbitro: | Pättiniemi |

|              |           |                  |
| Tillberg 81’ | Marcatori | 28’ J. P. Hansen |

| Arbitro: | Andersen |

|                  |           |                   |
| J. P. Hansen 17’ | Marcatori | 40’, 79’ Källgren |

| Arbitro: | Sten Ahlner |

|  |           |                                                  |
|  | Marcatori | 7’, 60’ Kristiansen 18’ Kristoffersen 40’ Hennum |

| Arbitro: | Kaivola |

|                        |           |                               |
| Kristoffersen 21’, 34’ | Marcatori | 9’ Pedersen 61’ Kjær-Andersen |

| Arbitro: | Carl Frederik Jørgensen |

|                                             |           |              |
| Gren 18’, 50’, 77’ Källgren 62’ Jonsson 73’ | Marcatori | 72’ Sundelin |

| Arbitro: | Davidson |

|                                         |           |  |
| F. A. Hansen 55’ Nielsen 62’ Machon 71’ | Marcatori |  |

| Arbitro: | Albert Dusch |

|                                                              |           |                                |
| Simonsson 1’ Sandberg 48’ Simonsson 56’ Ekström 62’ Gren 90’ | Marcatori | 80’ (rig.) Hennum 83’ Thoresen |

| Arbitro: | Dienst |

|                       |           |  |
| Pedersen ?’ Hennum ?’ | Marcatori |  |

| Arbitro: | Lindberg |

|              |           |                        |
| Pedersen 56’ | Marcatori | 2’ Borgen 58’ Pedersen |

| Arbitro: | Harald Heltberg |

|             |           |                                                                    |
| Korpela 52’ | Marcatori | 13’, 18’ Börjesson 39’, 50’, 69’ Jonsson 65’ Jonsson 90’ Simonsson |

| Arbitro: | Belov |

|             |           |                                            |
| Pahlman 80’ | Marcatori | 14’ Pedersen 47’ Machon 49’, 70’ Danielsen |

| Arbitro: | Carl Frederik Jørgensen |

|  |           |                            |
|  | Marcatori | 2’ Börjesson 56’ Simonsson |

| Arbitro: | Pättiniemi |

|                                            |           |                                          |
| Berndtsson 10’ Börjesson 30’ Gren 41’, 70’ | Marcatori | 11’, 88’ Madsen 36’ Enoksen 53’ Sørensen |

| Arbitro: | Alsteen |

|  |           |                                                             |
|  | Marcatori | 10’, 44’ Bild 34’ Simonsson 40’, 85’ Berndtsson 42’ Backman |

| Arbitro: | Aage Poulsen |

|                    |           |                                            |
| Kankkonen 75’, 88’ | Marcatori | 6’ Larsen 10’ Hennum 18’ Borgen 49’ Hennum |

| Arbitro: | Carl Frederik Jørgensen |

|                                     |           |                |
| Bild 7’ Börjesson 23’ Simonsson 48’ | Marcatori | 13’ Nevalainen |

| Arbitro: | Ken Aston |

|                              |           |                                           |
| Sørensen 38’ Kristiansen 56’ | Marcatori | 29’ Nielsen 53’, 89’ Enoksen 64’ Pedersen |

| Arbitro: | Gulliksen |

|                                     |           |  |
| H. Nielsen 20’, 22’, 59’ Kramer 82’ | Marcatori |  |

| Arbitro: | Aatos Marttila |

|                                                                    |           |                      |
| Simonsson 14’ Berndtsson 21’ Börjesson 26’, 48’, 75’ Thillberg 61’ | Marcatori | 67’ Backe 77’ Hennum |

## Statistiche

### Classifica marcatori
| Gol |  |  | Giocatore         | Squadra   |
| --- |  |  | ----------------- | --------- |
| 7   |  |  | Agne Simonsson    | Svezia    |
| 6   |  |  | Gunnar Gren       | Svezia    |
| 6   |  |  | Harald Hennum     | Norvegia  |
| 6   |  |  | Poul Pedersen     | Danimarca |
| 5   |  |  | Rune Börjesson    | Svezia    |
| 4   |  |  | Bengt Berndtsson  | Svezia    |
| 4   |  |  | Torbjörn Jonsson  | Svezia    |
| 4   |  |  | Henry Källgren    | Svezia    |
| 4   |  |  | Harald Nielsen    | Danimarca |
| 3   |  |  | Harry Bild        | Svezia    |
| 3   |  |  | Reino Börjesson   | Svezia    |
| 3   |  |  | Henning Enoksen   | Danimarca |
| 3   |  |  | Kjell Kristiansen | Norvegia  |
| 3   |  |  | Per Kristoffersen | Norvegia  |